# Lycia grandis
Lycia grandis är en fjärilsart som beskrevs av Jost Harr. Lycia grandis ingår i släktet Lycia och familjen mätare. Inga underarter finns listade i Catalogue of Life.